# Combat de Saint-Michel-et-Chanveaux (1794)
Pour les articles homonymes, voir Combat de Saint-Michel-et-Chanveaux.
Chouannerie
Le combat de Saint-Michel-et-Chanveaux a lieu le 30 août 1794, lors de la Chouannerie. Il s'achève par la victoire des républicains qui repoussent une attaque des chouans contre le bourg de Saint-Michel-et-Chanveaux.

## Déroulement
Après avoir pris le bourg de Combrée, les chouans de la région de Segré, menés par Guillaume de Sarrazin, se portent sur Saint-Michel-du-Bois (Saint-Michel-et-Chanveaux), en vue de prendre le bourg,. Cependant le cantonnement est renforcé pendant la nuit par les troupes de l'adjudant-général Decaen, qui prennent position dans le bourg et derrière les murs du château,. 

## Forces en présence
Selon le rapport du district de Segré, l'adjudant-général Decaen commande 25 chasseurs de la Charente, 100 soldats du 92e régiment d'infanterie de ligne, 200 hommes du 2e bataillon des grenadiers réunis, environ 30 gardes nationaux de Segré, tant guides que sapeurs, et six cavaliers du 2e régiment de cavalerie. L'ensemble forme environ 350 hommes. Le nombre des chouans est estimé par le district à 500 hommes armés et 300 paysans.
D'après un cahier rédigé par le chef chouan François Bellanger, les républicains sont estimés à 600 hommes, tandis que Guillame de Sarrazin est à la tête de 500 hommes lors de ce combat.

## Déroulement
Le 13 fructidor an II (30 août 1794), les chouans marchent sur Saint-Michel-du-Bois,. Cependant, les insurgés, habitués à se battre dans le bocage, hésitent à se lancer à l'assaut d'une position fortifiée. Pour encourager ses hommes, Sarrazin court en avant, accompagné par seulement sept ou huit combattants. Cependant, il est mortellement touché de deux balles à la chaussée de l'étang, près des murs du parc du château. La mort de Sarrazin, décourage les chouans, qui sont contraints d'abandonner le corps de leur chef et qui prennent le fuite vers la lande,. Les combats s'achèvent après avoir duré une heure et demie.

## Pertes
Selon le rapport du district de Segré, les pertes républicaines sont de trois tués et dix blessés pour les républicains, contre 60 morts du côtés des chouans. Selon le chef chouan Bellanger, les royalistes ont 20 morts et autant de blessés, tandis que les républicains ont 3 ou 4 hommes de tués. Les deux sources font état de la mort du chef chouan Guillaume de Sarrazin,,.